# سیارک ۱۶۳۸۱۹
سیارک ۱۶۳۸۱۹ (به انگلیسی: 163819 Teleki، نامگذاری:2003RN8) صد و شصت و سه هزار و هشتصد و نوزدهمین سیارک کشف شده‌است که در ۷ سپتامبر ۲۰۰۳ کشف شد.